# Helsinki Music Company
HMC – Helsinki Music Company Oy fue una empresa de música finlandesa fundada en enero de 2005 por Asko Kallonen y Niko Nordström. Las industrias de la compañía crearon un sello discográfico, una editorial musical, y las ventas de software. HMC publicaba las grabaciones de sus distribuciones a cargo de la compañía Cosmos Music Group.
Helsinki Music Company ha representado a varios artistas como Antti Tuisku, Kristiina Brask, Jippu, Bleak, Darude, Cristal Snow, Sturm und Drang y HIM. La compañía también se centró en bandas que tocaban Schlager como Suvi Teräsniska, Neljänsuora y Juha Metsäperä.
HMC se vendió en el otoño de 2007 a Warner Music Finland, que se fusionó posteriormente consigo misma. Niko Nordström fue trasladado a Warner Music Finland como director gerente y a Asko Kallonen como jefe de producción.